# Fransu
Fransu ist eine nordfranzösische Gemeinde mit 191 Einwohnern (Stand 1. Januar 2022) im Département Somme in der Region Hauts-de-France. Die Gemeinde liegt im Arrondissement Amiens und gehört zum Kanton Flixecourtu.

## Geographie
Die Gemeinde liegt rund 5,5 Kilometer nordwestlich von Domart-en-Ponthieu. Zu Fransu gehört der Weiler Houdencourt im Osten mit Schloss und Kirche.

## Einwohner
| 1962 | 1968 | 1975 | 1982 | 1990 | 1999 | 2006 | 2011 |
| ---- | ---- | ---- | ---- | ---- | ---- | ---- | ---- |
| 144  | 148  | 139  | 117  | 126  | 104  | 116  | 155  |

## Verwaltung
Bürgermeister (maire) ist seit 2001 Michel Parmentier.

## Sehenswürdigkeiten
- 1737 errichtetes Schloss, seit 2004 als Monument historique eingetragen (Base Mérimée PA80000046); vom Park aus dem 18. Jahrhundert ist nur die große Allee erhalten
- Schloss Houdincourt
- Kirche Saint-Ferréol